# Автомобільні шляхи Азербайджану

Транзитні коридори Закавказзя.

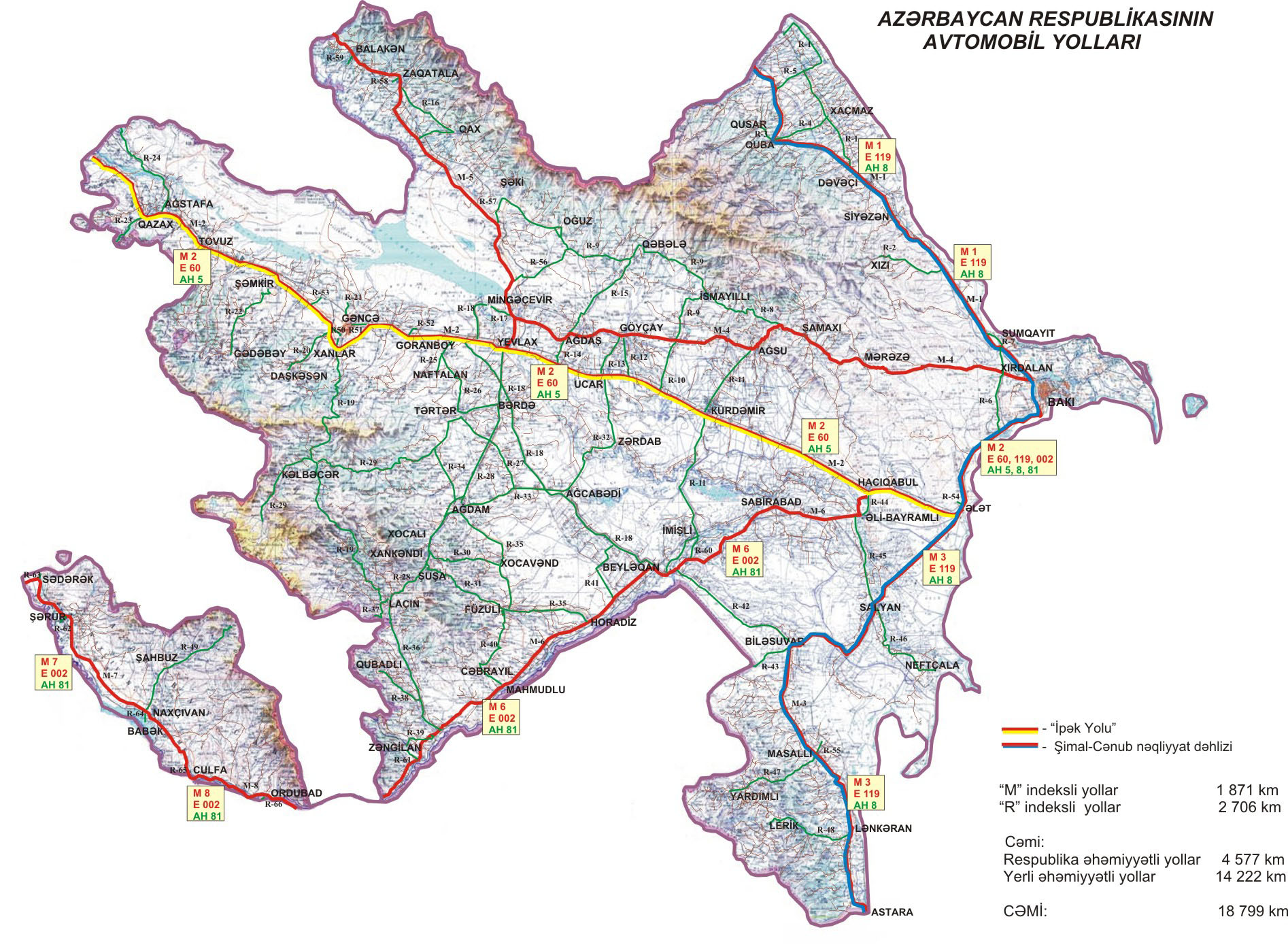
Автомобільні дороги Азербайджана.

Автомобільні шляхи Азербайджану — мережа автомобільних доріг на території Азербайджану, об'єднуюча між собою населені пункти та окремі об'єкти і призначена для руху транспортних засобів, перевозу пасажирів і вантажів.

## Історія

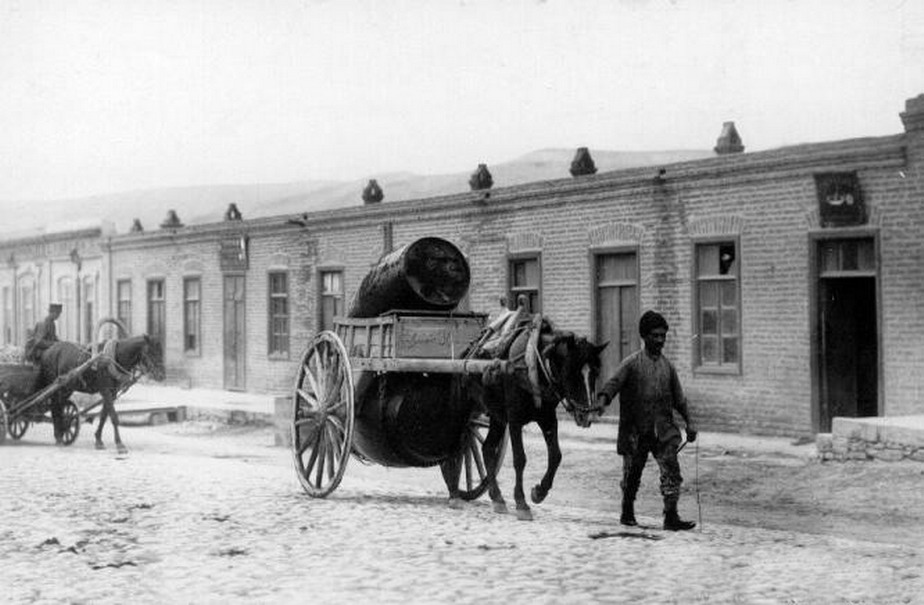
Арба для перевезення гасу, кінець XIX століття, Баку.

Свій розвиток дорожня мережа в Азербайджані, почалася з середини XIX століття будівництвом гужових мощених доріг, велика частина дорожньої мережі була зосереджена в межах Бакинської губернії, і призначалася для полегшення транспортування нафти і нафтопродуктів, перевозити на гарбах, караванним методом. Тоді ж, у 1850 році була побудована перша шосейна дорога в Азербайджані Єлизаветпольської губернії поблизу селища Абдаляр. У 1860 році побудована шосейна дорога Євлах — Шуша — Нахічевань — Еривань. Велика частина автогужових доріг на початок XX століття були ґрунтовими, тільки 209 км мали тверде покриття. Основним видом пересування по гужовим дорогам були легкові візники — фаетони.

## У нинішній час
Загальна протяжність: 59 141 км. З них 29 210 км з твердим покриттям. Департаментом «Йолнагліййетсервіс» (азерб. Yolnəqliyyatservis) Міністерства транспорту Азербайджану, експлуатується і обслуговується 22 134 км магістральних доріг країни. З них 1 684 км складають міжнародні магістралі, 2 669 — стратегічно важливі, 13 тис. Км — місцевої важливості, 1,5 км — на території Баку, 3,3 тис. Км — на території регіонів. Загальне число мостів на території країни становить тисячу двісті одна.